# 塞西莉亞·伊默格林
塞西莉亞·伊默格林（英語：Cecilia Immergreen），是hololive所属的一位英語虚拟主播，於2024年6月23日出道。

## 人物概述
塞西莉亞·伊默格林是Hololive EN正義組（Justice）的成員，外觀設定為人偶，角色設定是一位古老的自動人偶，喜歡花、茶、創作音樂。原本是設計用來當工作型自動人偶的，但最近她開始擁有自我意識，每日工作做完之後，會利用剩下的時間拿來沉浸在各種手工愛好中。透過新的興趣與愛好，激發她的好奇心來迎接每一個嶄新的體驗。
塞西莉亞·伊默格林的角色設計者為。直播內容以遊戲、雜談、歌唱為主。

## 活動歷史
塞西莉亞·伊默格林於2024年6月23日，進行初配信，並在同日youtube頻道達成10萬訂閱。同年7月8日開啟收益化。
2025年1月1日，正月的新衣裝發佈，同年8月9日，公布3D模型並進行直播。

## 音樂作品

### hololive English -Justice-
|      | 發布日期      | 樂曲名稱                     | 數位媒體規格產品編號 | 備註   |
| ---- | ------------- | ---------------------------- | -------------------- | ------ |
| 單曲 |               |                              |                      |        |
| 1    | 2024年6月24日 | ABOVE BELOW                  | CVRD-438             | [ 16 ] |
| 2    | 2025年1月3日  | ABOVE BELOW -Far East Remix- | CVRD-521             | [ 17 ] |
| 3    | 2025年6月22日 | RENEGADE                     | CVRD-590             | [ 18 ] |

## 外部連結
- 塞西莉亞·伊默格林在hololive的官方主頁 （英文）
- YouTube上的Cecilia Immergreen Ch. hololive-EN頻道（英文）
- 塞西莉亞·伊默格林的X（前Twitter）